# Richard-Wagner-Platz (metrostation)
Richard-Wagner-Platz is een station van de metro van Berlijn, gelegen onder het gelijknamige plein (voorheen Wilhelmplatz) nabij het raadhuis van Charlottenburg. Het metrostation werd op 14 mei 1906 geopend onder de naam Wilhelmplatz. Aanvankelijk was Wilhemplatz het westelijke eindpunt van het stamtracé, de eerste lijn van de Berlijnse metro (nu U2). Later kwam het station aan een korte pendellijn naar Deutsche Oper te liggen en sinds 1978 is het onderdeel van lijn U7.

## Geschiedenis

### Kleinprofielstation Wilhelmplatz
Reeds in 1900, twee jaar voor de opening van de Berlijnse metro, onderhandelde de toen nog zelfstandige stad Charlottenburg met de Hochbahngesellschaft over een westelijke verlenging van het stamtracé. De hoogste prioriteit werd gegeven aan de aansluiting op de metro van het stadhuis van Charlottenburg aan de Wilhelmplatz. Het kortste tracé zou via de Berliner Straße (de huidige Otto-Suhr-Allee) lopen, maar de Berlin-Charlottenburger-Straßenbahn, die een tramlijn over deze straat exploiteerde, bood tegenstand. Men besloot daarop de lijn vanaf station Knie (nu Ernst-Reuter-Platz) in westelijke richting onder de Bismarckstraße te laten lopen en na een scherpe bocht naar het noorden via de Sesenheimer Straße (de huidige Richard-Wagner-Straße) naar het stadhuis te leiden.
De bouw van het nieuwe tracé begon in 1905. Naast het eindstation Wilhelmplatz verrees onder de Bismarckstraße een viersporig splitsingsstation dat later ook voor een aftakking naar Westend gebruikt zou moeten worden. Station Wilhelmplatz was een kopstation met drie sporen en twee perrons. Het was ontworpen door Afred Grenander, de huisarchitect van de Hochbahngesellschaft, en was bekleed met witte tegels. De verlenging en de twee stations werden op 14 mei 1906 in gebruik genomen.
Aanvankelijk reden alle treinen over de kleinprofiellijn A naar de Wilhelmplatz en bestond er over de in 1908 geopende lijn naar Westend een pendeldienst tot Bismarckstraße (nu Deutsche Oper). Vanaf 1931 reden over beide takken van de stamlijn doorgaande treinen. In 1935 werd de Wilhemplatz omgedoopt tot Richard-Wagner-Platz en veranderde ook het metrostation van naam.
Na de Tweede Wereldoorlog werd de doorgaande dienst van Richard-Wagner-Platz naar Pankow stilgelegd, in plaats daarvan ontstond de pendellijn AIII tot Deutsches Opernhaus. Bij de herinrichting van het West-Berlijnse metronet in 1966 werd deze pendeldienst hernoemd tot lijn 5.

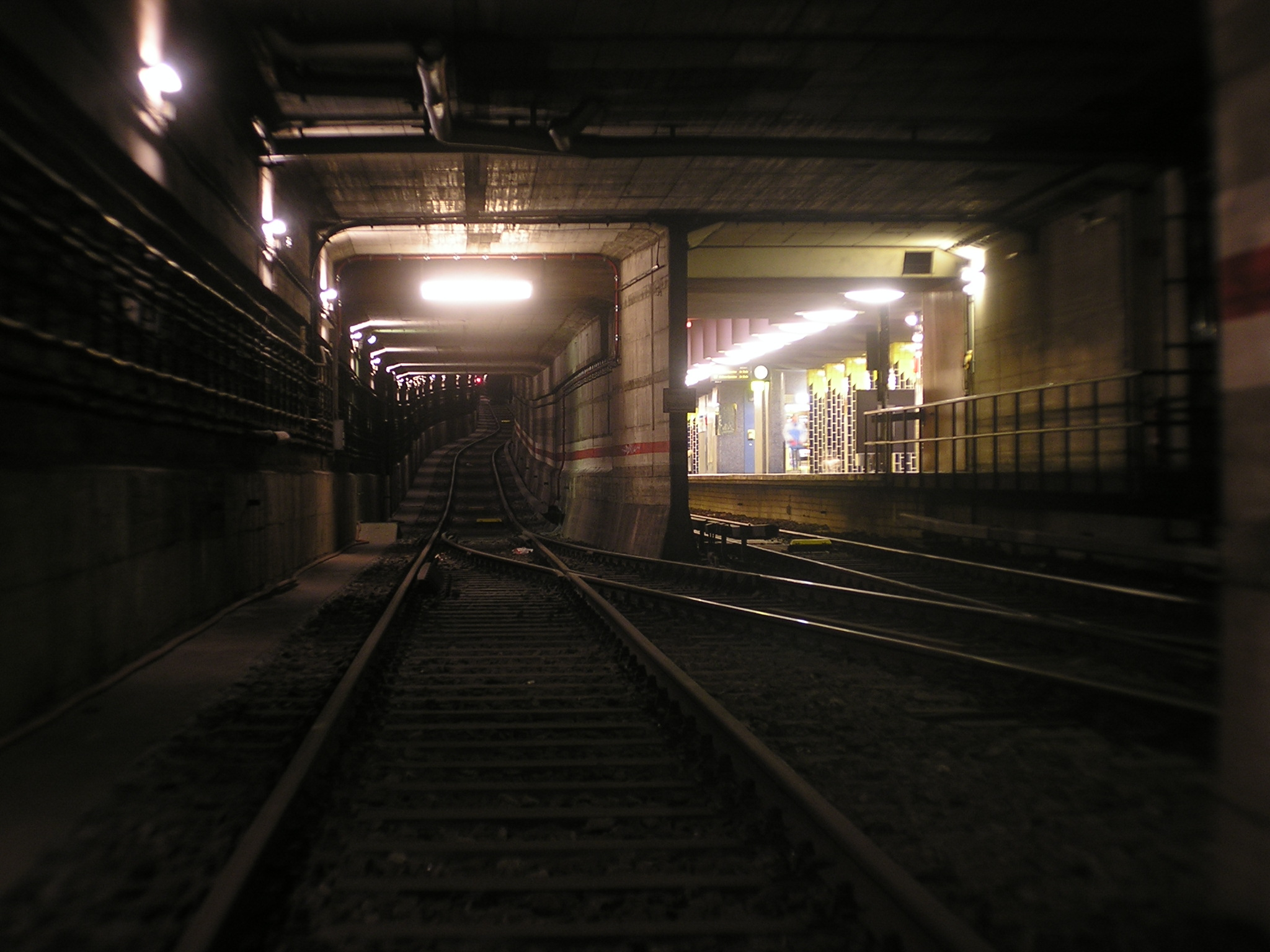
Verbindingstunnel met de U2 (links) gezien van de noordzijde van station Richard-Wagner-Platz

### Herbouw
De pendeldienst tussen Deutsche Oper en Richard-Wagner-Platz trok vanwege zijn geringe lengte slechts weinig reizigers. Om deze situatie te verbeteren werd besloten het traject in de naar het noordwesten te verlengen lijn 7 te integreren. Ter voorbereiding op de werkzaamheden werd station Richard-Wagner-Platz voorlopig gesloten; op 1 mei 1970 vertrok de laatste pendeltrein uit station Deutsche Oper. De tunnel onder de Richard-Wagner-Straße werd vervolgens grondig gesaneerd (feitelijk herbouwd) en door middel van een S-bocht aangesloten op de nieuwe tunnel van lijn 7 onder de Wilmersdorfer Straße. In 1974 werd het oude station Richard-Wagner-Platz gesloopt, waarna met de bouw van een nieuw station op dezelfde locatie begonnen kon worden. Enkele pilaren uit het afgebroken station werden hergebruikt in het metrostation Innsbrucker Platz.
De verlenging van lijn 7 en het nieuwe station Richard-Wagner-Platz werden geopend op 28 april 1978. Vanwege het wegvallen van de pendeldienst naar Deutsche Oper was een nieuwe aansluiting op de U2 (de toenmalige lijn 1) nodig. Onder de kruising van de Bismarckstraße en de Wilmersdorfer Straße verrees daarom het overstapstation Bismarckstraße. De directe verbinding tussen Deutsche Oper en Richard-Wagner-Platz wordt tegenwoordig alleen nog voor dienstritten gebruikt.

### Huidige situatie
Het huidige station Richard-Wagner-Platz werd ontworpen door Rainer Rümmler en heeft een eilandperron. De wanden langs de sporen zijn bekleed met gele tegels, afgewisseld door donkerblauwe klokvormige figuren. In kleine vitrines op de wanden worden scènes uit opera's van Richard Wagner uitgebeeld. Het plafond van de perronhal is rood.
Aan beide uiteinden van het perron bevindt zich een stationshal. De noordelijke uitgangen leiden naar het eigenlijke plein, de zuidelijke naar de kruising van de Richard-Wagner-Straße en Hausbachstraße. Aan de Otto-Suhr-Allee is nog een in oorspronkelijke staat behouden (maar wel verplaatste) toegang uit 1906 in dienst. Deze toegang staat onder monumentenbescherming.